# Plagitura salamandra
Plagitura salamandra är en plattmaskart. Plagitura salamandra ingår i släktet Plagitura och familjen Plagiorchiidae. Inga underarter finns listade i Catalogue of Life.